# Harry Lake Aspen Park
Harry Lake Aspen Park är en park i Kanada.   Den ligger i provinsen British Columbia, i den södra delen av landet, 3 400 km väster om huvudstaden Ottawa. Harry Lake Aspen Park ligger 1 323 meter över havet. Den ligger vid sjön Harry Lake.
Terrängen runt Harry Lake Aspen Park är huvudsakligen kuperad, men västerut är den bergig. Trakten runt Harry Lake Aspen Park är nära nog obefolkad, med mindre än två invånare per kvadratkilometer.. Närmaste större samhälle är Cache Creek, 16,3 km öster om Harry Lake Aspen Park.
I omgivningarna runt Harry Lake Aspen Park växer i huvudsak barrskog.